# Naoya Kondo
Naoya Kondo (Prefectura de Tochigi, Japó, 3 d'octubre de 1983) és un futbolista japonès.

## Selecció japonesa
Naoya Kondo va disputar 1 partits amb la selecció japonesa.